# Elberton (Gloucestershire)
Elberton – wieś w Anglii, w hrabstwie ceremonialnym Gloucestershire, w dystrykcie (unitary authority) South Gloucestershire. Leży 17 km na północ od miasta Bristol i 171 km na zachód od Londynu.